# Wodzin Majoracki
Wodzin Majoracki – wieś w Polsce położona w województwie łódzkim, w powiecie łódzkim wschodnim, w gminie Tuszyn.
W latach 1975–1998 miejscowość administracyjnie należała do województwa piotrkowskiego.